# E271
La ruta europea E271 és una carretera que forma part de la Xarxa de carreteres europees. Comença a Minsk (Belarús) i finalitza a Gomel (Belarús). Té una longitud de 296 km. Té una orientació de nord a sud.